# جایگزینی متقاطع

شمایی از جایگزینی متقاطع و جایگزینی انتقالی.

در زیست‌شناسی مولکولی و ژنتیک جایگزینی متقاطع یا تراگشت (انگلیسی: Transversion) به نوعی جایگزینی ژنتیکی گفته می‌شود که طی آن، یک پورین (دوحلقه‌ای) در ملکولِ دی‌ان‌ای، جایگزینِ یک پیریمیدین (تک‌حلقه‌ای) یا بالعکس می‌شود.
با آن که ۲ احتمال برای وقوع «تراگشت» و تنها ۱ احتمال برای وقوع «جایگزینی انتقالی» وجود دارد اما احتمالِ وقوع «جایگزینی انتقالی» بیشتر است؛ چرا که جایگزین‌شدن یک باز تک‌حلقه‌ای، با یک باز تک‌حلقه‌ای دیگر، محتمل‌تر از جایگزینی یک باز دوحلقه‌ای با یک بازِ تک‌حلقه‌ای است.
همچنین «جایگزینی انتقالی» احتمال کمتری دارد که منجر به تعویض اسید آمینه شود و در نتیجه بیشتر به‌صورت یک «جایگزینی خاموش» و در قالبِ چندریختی تک-نوکلئوتید در جمعیت انسانی باقی می‌ماند.
جایگزینی متقاطع معمولاً اثرات واضح‌تری بر ژن‌ها و جاندار می‌گذارد؛ زیرا با احتمال بیشتری، مکان سومین کودون نوکلئوتیدی در دی‌ان‌ای تغییر می‌یابد و در نتیجه، اسید آمینهٔ متفاوتی تولید می‌شود.
جایگزینی متقاطع گاهی خودبه‌خود رخ می‌دهند، اما ممکن است در اثر تابش پرتوهای یونیزان و همچنین آلکیل‌دار کردن هم ایجاد شود.